# Eduardo Francisco Pironio

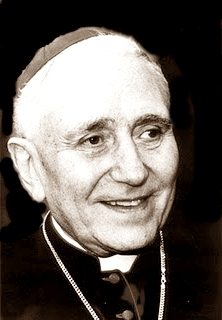
Eduardo Kardinal Pironio

Kardinalswappen

Eduardo Francisco Kardinal Pironio (* 3. Dezember 1920 in Nueve de Julio, Provinz Buenos Aires; † 5. Februar 1998 im Vatikan) war ein argentinischer Geistlicher und Kurienkardinal der römisch-katholischen Kirche. Er wird in der katholischen Kirche als Seliger verehrt.

## Leben
Eduardo Pironio wuchs in einer kinderreichen Familie mit einundzwanzig Geschwistern auf. Nach seiner Schulzeit studierte er am Priesterseminar von San José, La Plata, und in Rom die Fächer Katholische Theologie und Philosophie. Am 5. Dezember 1943 empfing er das Sakrament der Priesterweihe für das Bistum Mercedes und arbeitete anschließend ein Jahr lang in der Gemeindeseelsorge. 1944 wurde er Dozent am Seminar von Mercedes, 1959 übernahm er als Generalvikar die Verwaltungsleitung des Bistums Mercedes. Nur ein Jahr später erhielt er die Ernennung zum Regens des Erzbischöflichen Seminars Villa Devoto in Buenos Aires und zum Professor für Katholische Theologie an der Päpstlichen Katholischen Universität von Buenos Aires. In den Jahren 1962 und 1963 nahm er als Konzilstheologe an den ersten beiden Sitzungsperioden des Zweiten Vatikanischen Konzils teil.
Am 24. März 1964 ernannte ihn Papst Paul VI. zum Titularbischof von Caeciri und zum Weihbischof in La Plata. Die Bischofsweihe spendete ihm der Erzbischof von La Plata, Antonio José Plaza, am 31. Mai 1964. Mitkonsekratoren waren der Bischof von Nueve de Julio, Antonio Quarracino, und der Bischof von Mercedes, Luis Juan Tomé.
An der dritten und vierten Sitzungsperiode des Zweiten Vatikanischen Konzils nahm er als Konzilsvater teil.
Pironio wurde 1967 Apostolischer Administrator der Diözese Avellaneda, was er bis zur Amtseinführung Antonio Quarracinos im Oktober 1968 blieb. Von 1967 bis 1972 versah Eduardo Pironio die Aufgabe des Generalsekretärs der Lateinamerikanischen Bischofskonferenz CELAM.
Am 19. April 1972 wurde er zum Bischof von Mar del Plata ernannt. Die Amtseinführung fand am 26. Mai desselben Jahres statt.
Papst Paul VI. berief ihn am 20. September 1975 als Pro-Präfekt der Kongregation für die Orden und Säkularinstitute nach Rom. Am 24. Mai 1976 nahm ihn der Papst als Kardinaldiakon mit der Titeldiakonie Santi Cosma e Damiano in das Kardinalskollegium auf und ernannte ihn zum Präfekten der Kongregation für die Orden und Säkularinstitute, die er bis 1984 leitete. Kardinal Pironio nahm am August-Konklave sowie am Oktober-Konklave 1978 teil. Er galt währenddessen und auch danach als papabile. Kardinal Pironio sprach sich 1982 gegen die Erhebung des Opus Dei zur Personalprälatur aus. Am 8. April 1984 ernannte ihn Papst Johannes Paul II. zum Präsidenten des Päpstlichen Rates für die Laien, 1985 zum Präsidenten der Päpstlichen Kommission für die Seelsorge an den Menschen im Gesundheitswesen. 1987 wurde Pironio unter Beibehaltung seiner Titeldiakonie zum Kardinalpriester pro hac vice erhoben und 1995 zum Kardinalbischof von Sabina-Poggio Mirteto ernannt.
Als Präsident des Laienrates übernahm Pironio eine Schlüsselrolle bei der Organisation der von Johannes Paul II. ins Leben gerufenen Weltjugendtage.
Am 20. August 1996 nahm Papst Johannes Paul II. seinen altersbedingten Rücktritt von seinen Ämtern in der römischen Kurie an.
Eduardo Pironio starb am 5. Februar 1998 an einem Knochentumor und wurde in der Basilika von Luján bestattet.

## Seligsprechung
Der diözesane Seligsprechungsprozess im Erzbistum Mercedes-Luján wurde 2006 eröffnet. Papst Franziskus erkannte ihm am 18. Februar 2022 den heroischen Tugendgrad zu. Am 8. November des folgenden Jahres erkannte der Papst ein seiner Fürsprache zugerechnetes Wunder als letzte Voraussetzung für die Seligsprechung an. Dabei handelte es sich um die medizinisch nicht erklärbare Heilung eines einjährigen Kindes nach einer Vergiftung, für das die behandelnden Ärzte keine Überlebenschance gesehen hatten. Die Seligsprechung nahm Kurienkardinal Fernando Vérgez Alzaga am 16. Dezember 2023 im Auftrag des Papstes in der Basilika von Luján vor.